# Wole Oko
Wole Oko je ledovcové jezero v Tatrách v Polsku. Nachází se v nadmořské výšce 1862 m v západní nejvyšší části údolí Pěti Stawů pod Zadním Stawem Polskim. Jezero má rozlohu 0,053 ha. Je 67 m dlouhé a 21 m široké. Leží v nadmořské výšce 1880 m.

## Pobřeží
Na severu se nachází Zadni Staw Polski a nad ním Valentková. Na východě se nad plesem táhne hlavní hřeben Vysokých Tater s Hladkým sedlem a Hladkým štítem.

## Vodní režim
Do jezírka přitéká potok ze Zadního Stawu Polského. Rozloha a hloubka jezírka se mění v závislosti na množství přitékající vody. Povrchový odtok nemá žádný, voda odtéká pod kameny do Wielkého Stawu Polského. V zimě zamrzá až do dna. Po převážnou část roku je šestým největším jezerem v údolí Pěti Stawů

## Přístup
modrá turistická značka z Gąsienicowy doliny přes Zawrat do Doliny Pięciu Stawów vede 250 m východně od plesa. Ve vzdálenosti 50 m jižně od plesa vedla zrušená turistická značka z doliny Doliny Pięciu Stawów do Hladkého sedla.